# Engelbrechtsche Wildnis
Engelbrechtsche Wildnis er en by og kommune i det nordlige Tyskland, beliggende i Amt Horst-Herzhorn under Kreis Steinburg. Kreis Steinburg ligger i den sydvestlige del af delstaten Slesvig-Holsten.

## Geografi
Kommunen Engelbrechtsche Wildnis ligger øst for Glückstadt. Gennem kommunen løber vandløbene Herzhorner Rhin og Schwarzwasser.
Engelbrechtsche Wildnis har ikke et egentligt centrum men består af bebyggelserne Am Herzhorner Rhin, Grillchaussee, Herrendeich og Obendeich.